# Johann Matthias Albrecht Schön

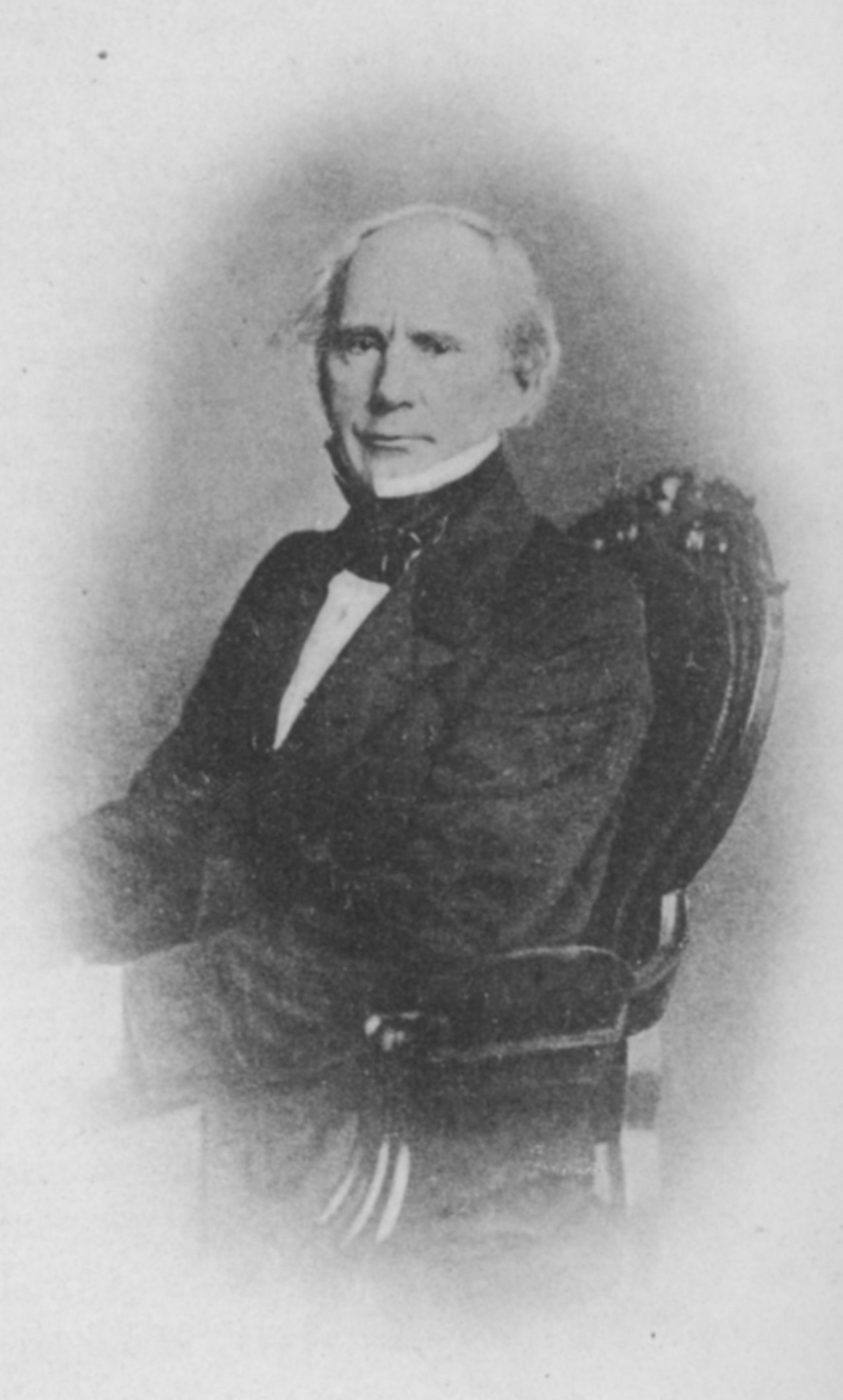
Johann Matthias Albrecht Schön

Johann Matthias Albrecht Schön, auch Schoen (* 29. August 1800 in Hamburg; † 7. April 1870 ebenda), war ein deutscher Mediziner (praktischer Arzt, Augenheilkundiger) und Autor. Er schrieb auch unter dem Kürzel J.M.A. Schön bzw. J.M.A. Schoen und auch unter den Pseudonymen „Heski“ und „J. Krohn“. 

## Leben
Johann Schön war Sohn des Kaufmanns Samuel Sigismund Franz Schön (1772–1819) und dessen Frau Elise (1772–1819), Tochter des Botanikers Matthias Jacob Schleiden. Ein Bruder war der Reeder August Joseph Schön.
Johann Matthias Albrecht Schön besuchte von September 1814 bis 1819 das Johanneum in Hamburg. Im Anschluss begann er sein Medizinstudium in Halle (Saale) und vollendete dieses 1823 dann in Berlin. Promoviert wurde er am 30. April 1823 in Halle. Er kehrte dann zurück in seine Geburtsstadt, wo er bis 1827 Hilfsarzt am Allgemeinen Krankenhaus St. Georg, dann von 1827 bis 1830 Jahre Arzt beim Hamburger Bürgermilitär und von 1830 bis Ende 1869, nachdem er zunehmend erkrankt war, neben eigener Praxis auch am Gast- und Krankenhaus tätig war. Er verfasste neben medizinischer Fachliteratur (vorwiegend im Bereich Augenheilkunde und Augenanatomie) auch medizinhistorische Beiträge in Fachzeitschriften. Zudem schrieb er auch Werke aus dem Bereich der schönen Literatur und mehrere Rezensionen. Noch am 7. März 1870 siedelte der stark erkrankte Schön nach Stuttgart über.
Schön war Mitglied der Gesellschaft Deutscher Naturforscher und Ärzte. Zudem war er jahrelang Vorstandsmitglied der Hamburger Liedertafel unter Albert Methfessel und später unter Schäfer, zudem Mitglied der Hamburger Turnerschaft von 1816 seit deren Gründung. Zum Zeitpunkt seines Todes hielt man ihn für das vermeintlich zuletzt noch lebende Mitglied aus der Gründungszeit. Bei der Abendfeier des 60-jährigen Stiftungsfestes am 2. September 1876 wurde mit Friedrich Gültzow zumindest noch ein weiteres lebendes Mitglied ausfindig gemacht, das sogar schon vor der Gründung in der vorherigen Turnanstalt des Mitgründers Gotthard Nicolai turnte.
Schön war zweimal verheiratet; in erster Ehe seit 1832 mit Augusta Sophia Heyliger (1810–1847) aus Saint Croix, Tochter des Nicolas (Salomon) Heyliger und der Anna Maria Charlotte, geborene Benners, und später in zweiter Ehe ab 1852 mit Juliane Christiana Marie Lüders, geboren auf Gut Seekamp als Tochter des Caspar Friedrich Lüders und der Catharina Elisabeth, geborene Wriedt, die er als Witwe hinterließ als er in Hamburg starb. Er wurde am 10. April 1870 auf dem Katharinen-Friedhof in Hamburg beerdigt.
Sohn Theodor Schön übergab 1907 den schriftstellerischen Nachlass (2337 Blatt, zum Teil gedruckt) seines Vaters der Königlichen Landesbibliothek in Stuttgart, aus der die Württembergische Landesbibliothek hervorging.

## Schriften (Auswahl)
- De nonnullarum arteriarum ortu et decursu abnormi. Diss. Universität Halle, 1823.
- Handbuch der pathologischen Anatomie des menschlichen Auges. Mit einem Vorworte des geheimen Medicinalrathes Dr. Meckel. Halle 1828. (als Matthias Johann Albrecht Schön)
- Erinnerungen von Heski. Manuscript für Freunde. Gedichte 1830–1837; Druck J. W. Wörmer sen.,  1835–1837. (als „Heski“)
- Nosologisch-therapeuthische Darstellung der gonorrhöischen Augenentzündung. Hamburg 1837.
- Erinnerungen von Heski. Prosa; Langhoff’sche Buchdruckerei, Hamburg 1852. (als „Heski“)
- Brevarium der Liedertafel. Langhoff’sche Buchdruckerei, Hamburg 1855. (als „Heski“)
- Neendörp. Plattdüütsche Rymels. B. S. Berendsohn, Hamburg 1856. (als „J. Krohn“)
- Die Liedertäfler. Nachtklänge aus schöner Vergangenheit in 8 Gesängen. Hoffmann & Lampe, Hamburg 1866.
- Lieder des Akademischen Philister-Clubs in Hamburg. Manuskript gedruckt bei Pontt & Döhren, Hamburg 1867.